# Stavento
Stavento es una banda de hip hop de la ciudad griega de Alejandrópolis.

## Formación
El grupo fue creado en 2004 por Michael Kouinelis (Methysos), Kostas Lattas (Akritas) y Eva Kanata. Tras el segundo disco de la banda, Eva Kanata dejó el grupo y fue sustituida por Alexandra Cognac.
Antes de la creación de Stavento, Kouinelis y Lattas habían formado parte de una banda de Low Bap, Active Member. Kouinelis es el responsable de la producción y de las letras de Stavento, aunque Kostas Tournas también participa en varias canciones. Han introducido elementos nuevos en el panorama musical griego, mezclando hip-hop, R&B y rock.

## Discografía
- Grandes éxitos suyos son "Όμορφη" ("Preciosa"), "Πόσο ακόμα" ("¿Cuánto tiempo más?") y "Μέσα σου" ("Dentro de ti")
- Han publicado tres discos, el más reciente "Σήμερα το Γιορτάζω".